# لينبس لينكس
لينبُس لينكس (بالإنجليزية: Linpus Linux)‏ نظام تشغيل مبني على فيدورا أسسته شركة تايوانية تدعى لينبُس للتقنيات، وقد صمم خصيصا لدعم السوق الآسيوي بشكل كامل مع توفير دعم يونيكود للغة الصينية واليابانية، كما يتوفر إصدار خاص يسمى لينبُس لايت (أي لينبس الخفيف) من أجل العمل على الأجهزة منخفضة التكلفة كالحواسيب البسيطة، وهو يتيح العمل على وضعين مختلفين، الأول الوضع البسيط وهو مصمم للمستخدمين الجدد، والثاني وضع الحاسوب الشخصي لمن يرغب بواجهة أقرب إلى الويندوز، وهذا الإصدار يستهدف الأجهزة المحمولة ذات الشاشات الصغيرة والتي تدعم مستويات ميز يصل انخفاضها إلى مستوى (VGA) وهو 640×480.
تعد أجهزة أيسر أسباير ون و ونورث تك جيكو وسلسلة ايرس كيرا من الحواسيب التي تأتي ومعها لينبُس لينكس لايت مثبت مسبقا.
كما يتوفر أيضا إصدار عادي للحواسيب المكتبية والخواديم، بالإضافة إلى إصدار خاص للوسائط المتعددة يدعى لينبُس ميديا سنتر (أي مركز وسائط لينبُس)، وهو يقدم «حزمة ترقية» لاستخدام صيغ الوسائط غير الحرة مثل فيديو دي في دي وإم‌بي‌3 ودبليو إم في وغيرها.

## وصلات خارجية
- الموقع الرسمي لتوزيعة لينبُس لينكس